# Paços de Gaiolo
Paços de Gaiolo ist ein Ort und eine ehemalige Gemeinde (Freguesia) im portugiesischen Kreis Marco de Canaveses. Die Gemeinde hatte 992 Einwohner (Stand 30. Juni 2011).
Am 29. September 2013 wurden die Gemeinden Paços de Gaiolo und Penha Longa zur neuen Gemeinde Penhalonga e Paços de Gaiolo zusammengeschlossen.